# Fiński Kościół Prawosławny

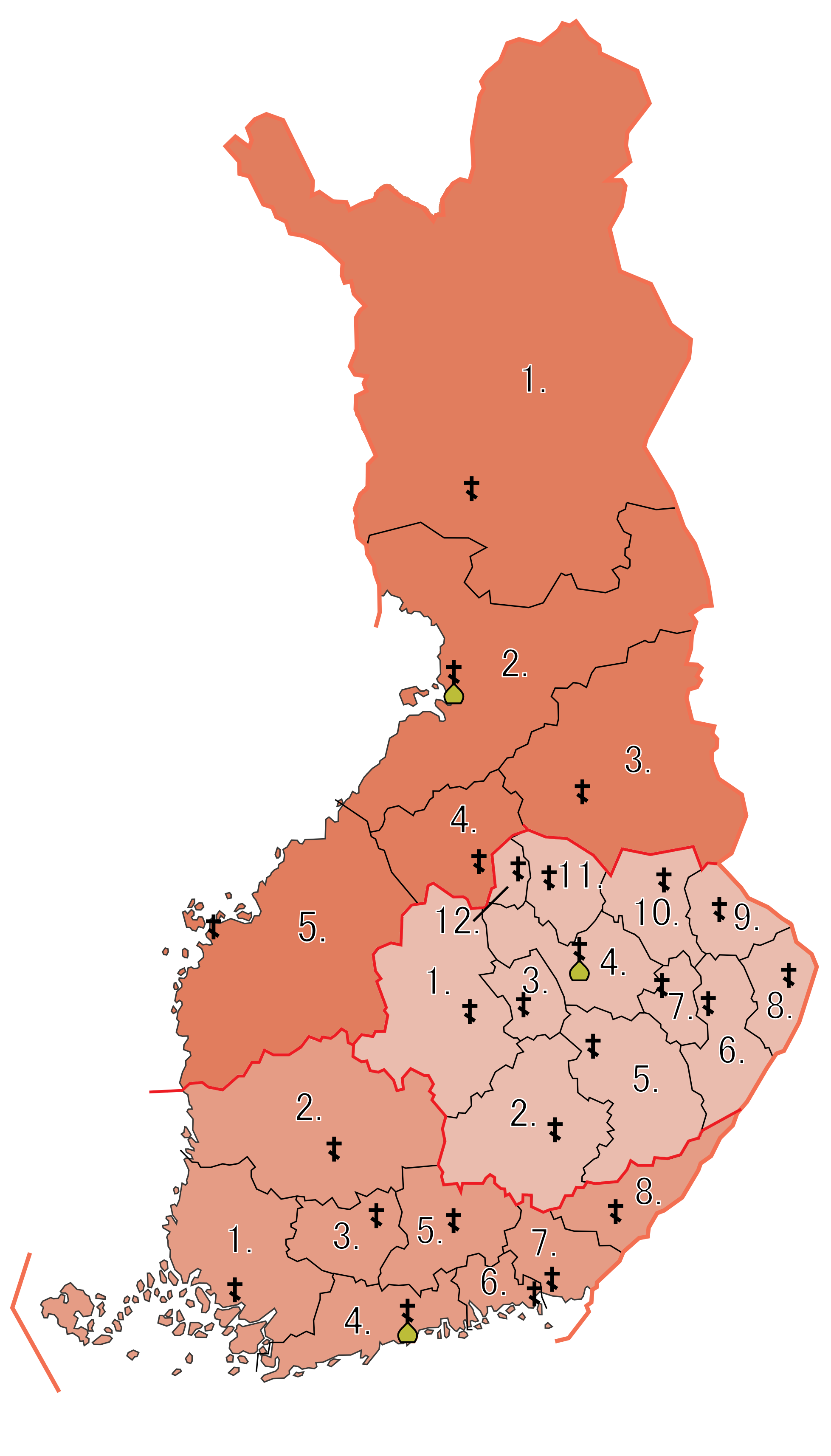
Diecezje i parafie Fińskiego Kościoła Prawosławnego

Fiński Prawosławny Kościół Autonomiczny – jeden z Kościołów prawosławnych, autonomiczna Cerkiew lokalna w jurysdykcji ekumenicznego patriarchy Konstantynopola.

## Historia
- 1775 – Karelia wraz z Nowogrodem wchodzi w skład eparchii petersburskiej Rosyjskiej Cerkwi Prawosławnej. Po kolejnej wojnie rosyjsko-szwedzkiej w latach 1808–1809 cała Finlandia zostaje włączona do Imperium Rosyjskiego. W 1811, po zjednoczeniu Karelii z resztą Finlandii, w Finlandii mieszka około 30 tysięcy prawosławnych. Prawosławnymi parafiami zarządza metropolita petersburski poprzez Wyborski Urząd Duchowy.
- 1892 – utworzenie samodzielnej eparchii z siedzibą w Wyborgu, której ordynariusz nosi tytuł „arcybiskupa fińskiego i wyborskiego”. Pierwszym jej biskupem zostaje rektor Petersburskiej Akademii Teologicznej Antoni (Wadkowski).
- 1917 – Finlandia uzyskuje niepodległość. 11 lutego 1921 decyzją patriarchy Tichona Kościół Fiński otrzymuje autonomię.
- 1923 – Finowie zwracają się do patriarchy konstantynopolitańskiego z prośbą o nadanie autokefalii. Decyzją patriarchy Meletiosa 6 czerwca 1923 Kościół fiński otrzymał tylko autonomię. Siedzibą arcybiskupstwa obrano Sortavalę. Pierwszym arcybiskupem został biskup Serafin (Łukianow).
- 1925 – na zwierzchnika Kościoła zostaje wyznaczony wikariusz diecezji karelskiej Herman (Aav) z tytułem „arcybiskup Karelii i całej Finlandii”.
- 1935 — ustanowienie Orderu św. Baranka Bożego
- 1957 – Kościół rosyjski reguluje niektóre spory kanoniczne pomiędzy Finami a Rosjanami. Ustalono między innymi, że Monastyr Nowy Wałaam pod względem administracyjnym i kanonicznym będzie podporządkowany Kościołowi fińskiemu. Uznano również autonomię Kościoła w ramach Patriarchatu Ekumenicznego.

## Struktura Cerkwi
Obecnie Fiński Kościół Prawosławny jest podzielony na trzy diecezje: Karelii (z siedzibą w Kuopio), Helsinek i Oulu. Zwierzchnikiem Kościoła jest arcybiskup Helsinek i całej Finlandii – Leon (Makkonen). Siedzibą hierarchy są Helsinki (do 2017 r. Kuopio). Jurysdykcyjnie Kościół podlega patriarchatowi Konstantynopola. W 2017 liczył 60 tys. wyznawców co stanowiło 1,1% społeczeństwa Finlandii. W liturgii używa się kalendarza gregoriańskiego (również w odniesieniu do świąt ruchomych, w tym Paschy – co jest wyjątkiem wśród kanonicznych Cerkwi prawosławnych).
Fiński Kościół Prawosławny jest Kościołem państwowym (obok znacznie liczniejszego Ewangelicko-Luterańskiego Kościoła Finlandii). Państwo posiada pewne wpływy na jego sprawy administracyjne. Prezydent Finlandii mianuje biskupów. Państwo płaci pensje biskupom i księżom, pokrywa koszty utrzymania szkół duchownych, finansuje działalność Rady Kościoła, pracę oświatową w parafiach i nauczanie religii w publicznych szkołach średnich.

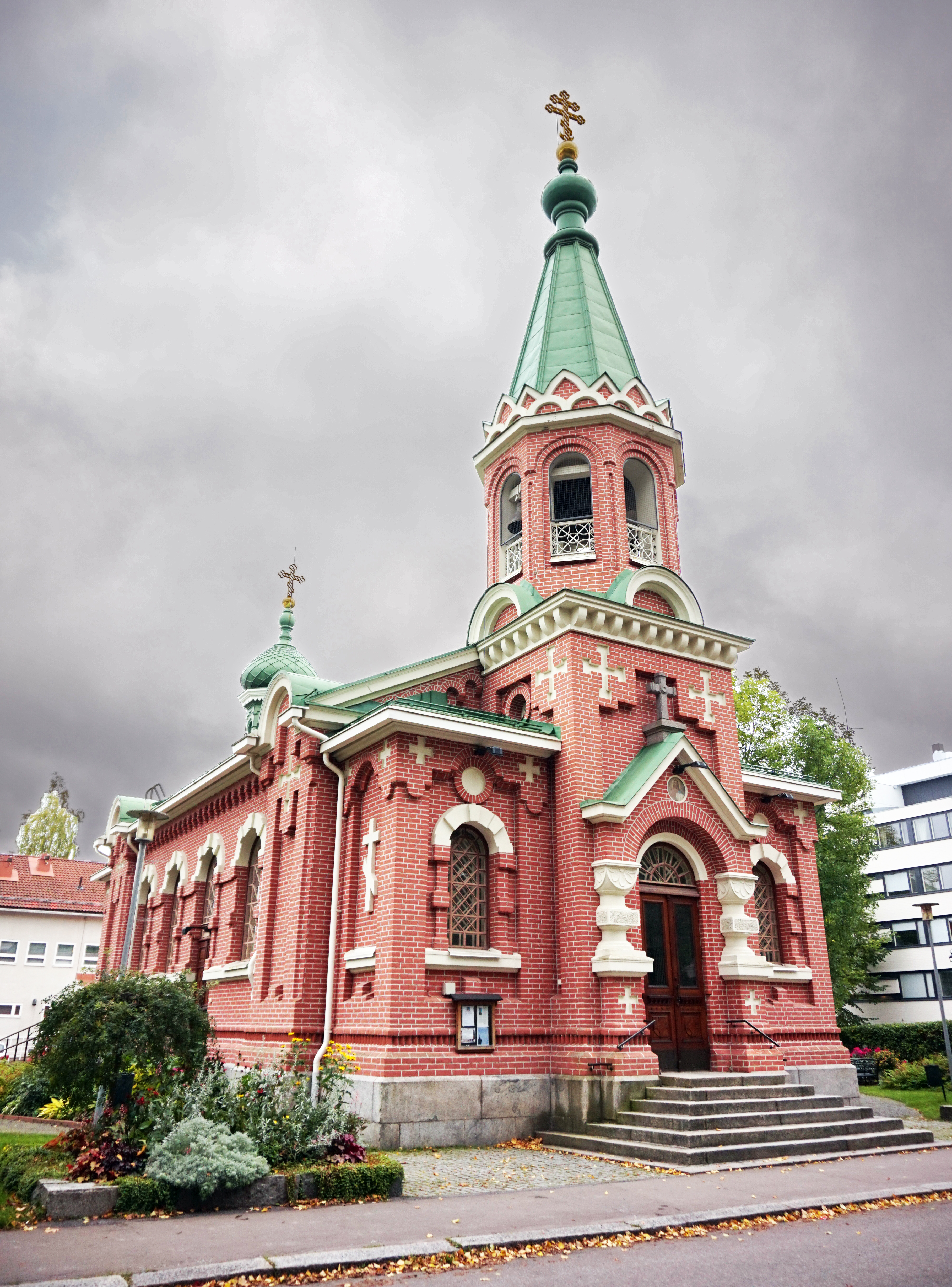
Sobór św. Mikołaja w Kuopio
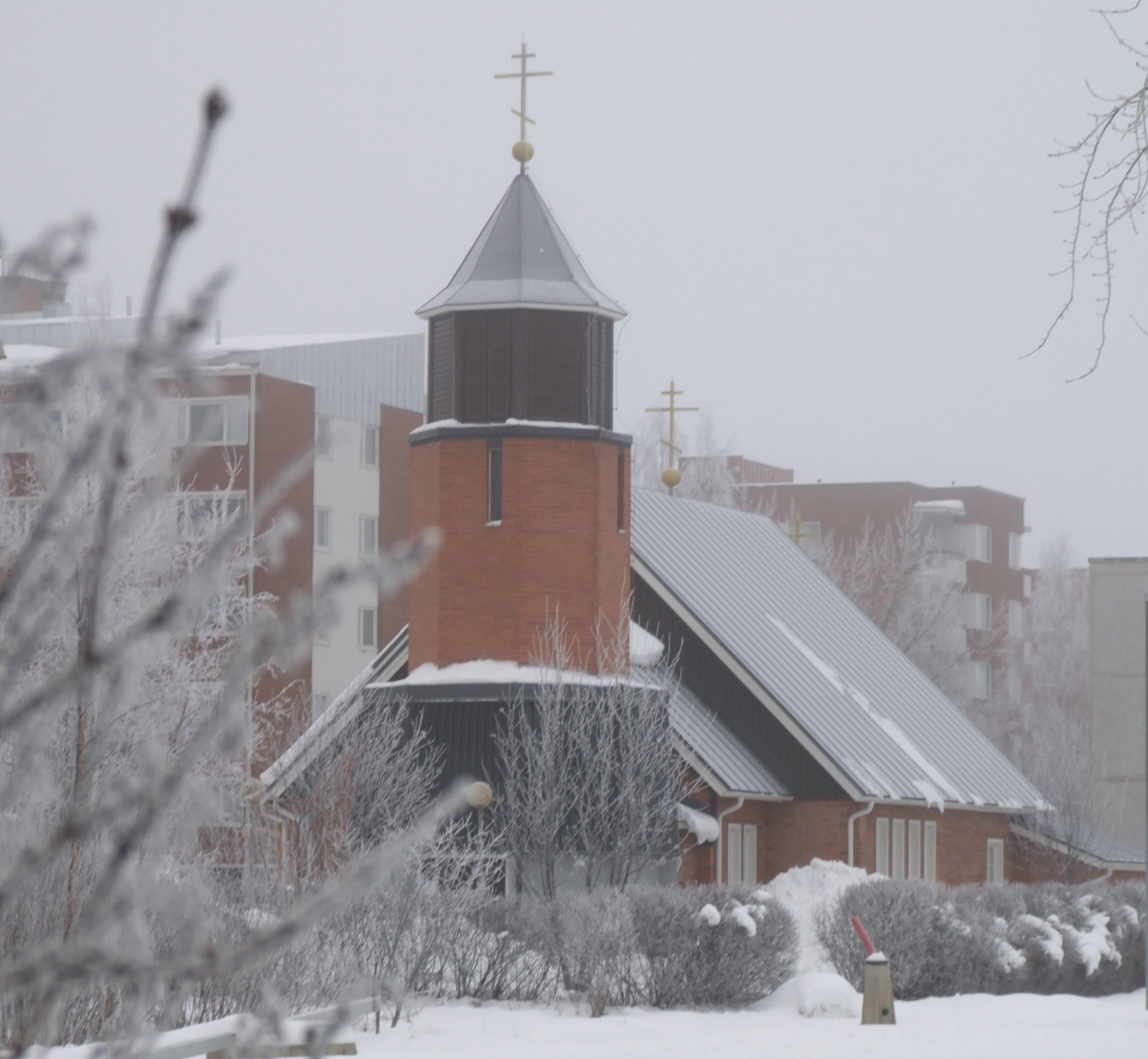
Sobór Świętej Trójcy w Oulu

## Lista arcybiskupów Finlandii
- 1921–1923 – abp Serafin (Łukianow)
- 1925–1960 – abp Herman (Aav)
- 1960–1987 – abp Paweł (Olmari)
- 1987–2001 – abp Jan (Rinne)
- od 2001 – abp Leo (Makkonen)